# Omerta: City of Gangsters
Omerta: City of Gangsters (рус. Омѐрта: город гангстеров) — компьютерная игра в жанре стратегия/тактическая RPG, разработчик болгарская студия Haemimont Games для PC и Xbox 360. Игра вышла 31 января 2013 года.

## Игровой процесс
Omerta — City of Gangsters — симулятор гангстера, действия которого разворачиваются в 1920-х годах в городе Атлантик-Сити. Игроку предстоит открыть свой гангстерский бизнес, от простого капореджиме до Дона. Игровой процесс выполнен в виде стратегии с классическим видом; в режиме боя игра становится тактической стратегией.
Игрок может зарабатывать как «грязные», так и «чистые» деньги. Способов заработать «грязные» деньги насчитывается довольно много: это подпольный бизнес в виде продажи пива, алкоголя или оружия, организация боёв без правил и букмекерских контор и много иных развлечений сомнительного характера; также туда входят выполнение различных заданий и торговля с различными жителями города. «Чистые» деньги зарабатываются путём легального бизнеса типа продажи алкоголя через аптеки, отмывания денег (деньги можно отмыть как у чиновника, так и от соседей по городу) или сдачи в аренду жилых домов.
Иногда игроку придётся по сюжету вступать в схватку с полицейскими, бандитами из других группировок и даже Ку-Клукс-Кланом. Игрок в зависимости от положения может нанимать бандитов в свой отряд и вооружать их огнестрельным, холодным и взрывным оружием. Оружие можно приобрести у шерифа. Каждый бандит из доступных в игре для найма обладает своими уникальными навыками, каждое оружие позволяет наносить два-три вида атаки. Иногда в случае поражения бандиты попадают в тюрьму, откуда их потом игрок может при желании освободить. С каждой победой герой и его подручные получают новый уровень и улучшают свои способности.
По мере роста благосостояния игрока повышаются его авторитет и приязнь, что снижает цены на многие услуги для игрока и повышает его популярность в городе, но при этом привлекает внимание полиции. Внимание измеряется в звёздах (как в системе игр GTA): если оно достигнет пяти звёзд, то игроку грозит облава, которая автоматически приведёт к поражению, если он не откупится от полиции или не снизит уровень внимания со стороны полиции (в некоторых случаях игроку предлагают за плату в некую сумму снизить уровень внимания на пару звёзд).

## Отзывы и продажи
| Сводный рейтинг       | Сводный рейтинг                                 |
| Агрегатор             | Оценка                                          |
| --------------------- | ----------------------------------------------- |
| GameRankings          | 55,68 % (PC) 44,36 % (X360)                     |
| Metacritic            | 54/100(PS4, 50 обзоров) 43/100(PS4, 50 обзоров) |
| Русскоязычные издания |                                                 |
| Издание               | Оценка                                          |
| Absolute Games        | 64 %                                            |
| PlayGround.ru         | 7,0/10                                          |
| Riot Pixels           | 50/100                                          |

Игра получила смешанные отзывы на платформе PC и преимущественно отрицательные отзывы на платформе Xbox 360. На сайте-агрегаторе Metacritic средняя оценка игры составляет 54 из 100 на основе 41 обзора для платформы PC и 43 из 100 на основе 18 обзоров для платформы Xbox 360.
Летом 2018 года, благодаря уязвимости в защите Steam Web API, стало известно, что точное количество пользователей сервиса Steam, которые играли в игру хотя бы один раз, составляет 275 454 человека.